# Universidad de Debrecen
La Universidad de Debrecen (Debreceni Egyetem, /dɛbɾɛt͡sɛni ɛɟ͡ʝɛtɛm/, sigla DE) es una universidad húngara fundada en 1912. Es la heredera de la Universidad real húngara (Magyar Királyi Tudományegyetem, 1912-1921), de la universidad real húngara István Tisza de Debrecen (Debreceni Magyar Királyi Tisza István Tudományegyetem, 1921-1950), de la Universidad de Debrecen (Debreceni Tudományegyetem, 1950-1952) y de la universidad Lajos Kossuth (Kossuth Lajos Tudományegyetem, 1952-2000). En 2000, la fusión de varios establecimientos de enseñanza superior ha desembocado en la creación de la Universidad de Debrecen bajo su denominación actual.
La universidad de Debrecen es la heredera oficiosa del establecimiento fundado en la misma ciudad en 1538 bajo el nombre de Colegio reformado (Református Kollégium).

## Personalidades relacionadas con la universidad
- Constantin Vago
- Éva Jakab Tóth